# Dendrobium anosmum
Dendrobium anosmum es una especie de orquídea de hábito epífita; originario de Malasia, Laos, Vietnam, Filipinas, Indonesia y Papúa Nueva Guinea.

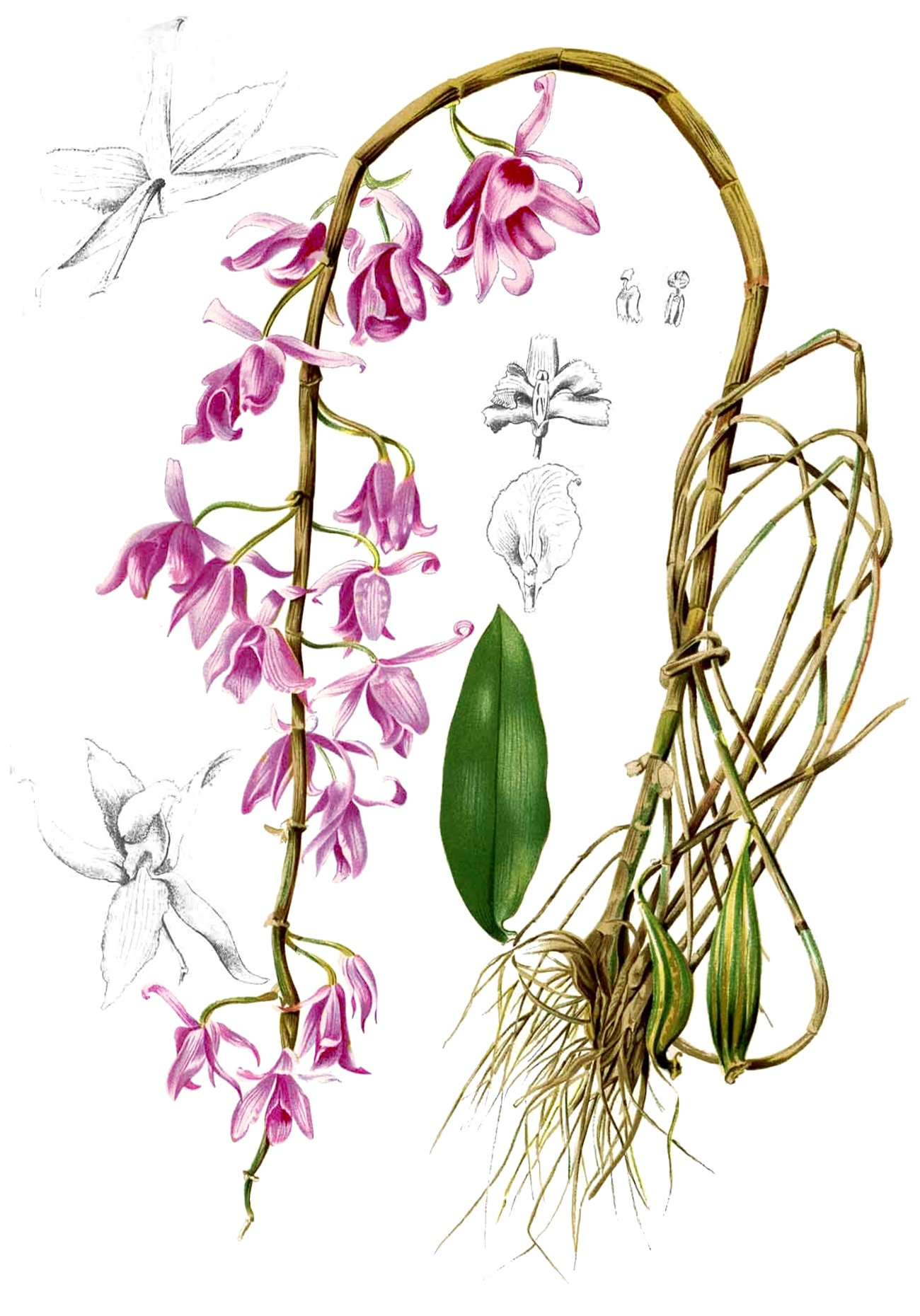
Ilustración

## Descripción
Es una orquídea con tallos largos, en forma de caña, con las hojas opuestas y caducifolias. Los tallos crecen hasta alcanzar los 120 cm de longitud, con múltiples nodos que tienen una funda delgada que termina por romper y que envuelven las  hojas opuestas, oblongas, elípticas y puntiagudas.
La floración se produce a finales de primavera o verano, con 1 a 4 flores que brotan de cada nodo.  Las flores tienen un perfume suave y agradable, que parece contradecir el nombre de la especie,  anosmum que significa en latín que no tiene olor. La fragancia es mayor si la planta es expuesta a períodos de luz intensa (pero no al sol directamente), seguido de la oscuridad total.

## Taxonomía
Dendrobium anosmum  fue descrita por  John Lindley  y publicado en Edwards's Botanical Register 30: Misc. 32. 1845.
Etimología
Dendrobium: nombre genérico que procede de la palabra griega (δένδρον) dendron = "tronco, árbol" y (βιος) Bios = "Vida", en resumen significa "viven sobre los troncos de los árboles" (por su naturaleza epifita).
anosmum: epíteto latino que significa "sin olor".
Sinonimia
- Callista anosma Kuntze 1891
- Callista macrophylla Lindl. Kuntze 1891
- Callista scortechinii Kuntze 1891
- Dendrobium anosmum var. dearei (Rolfe) Ames & Quisumb. 1935
- Dendrobium leucorhodum Schltr. 1879
- Dendrobium macranthum de Vriese ex Lindl.
- Dendrobium macrophyllum Lindl.
- Dendrobium retusum Llanos 1859
- Dendrobium scortechinii Hooker 1890
- Dendrobium superbum Rchb.f. 1864
- Dendrobium superbum Rchb.f var anosmum Rchb.f.
- Dendrobium superbum var. dearei Rolfe 1891
- Dendrobium superbum var. huttonii Rchb.f. 1869[1][4]